# Horta de Sant Joan

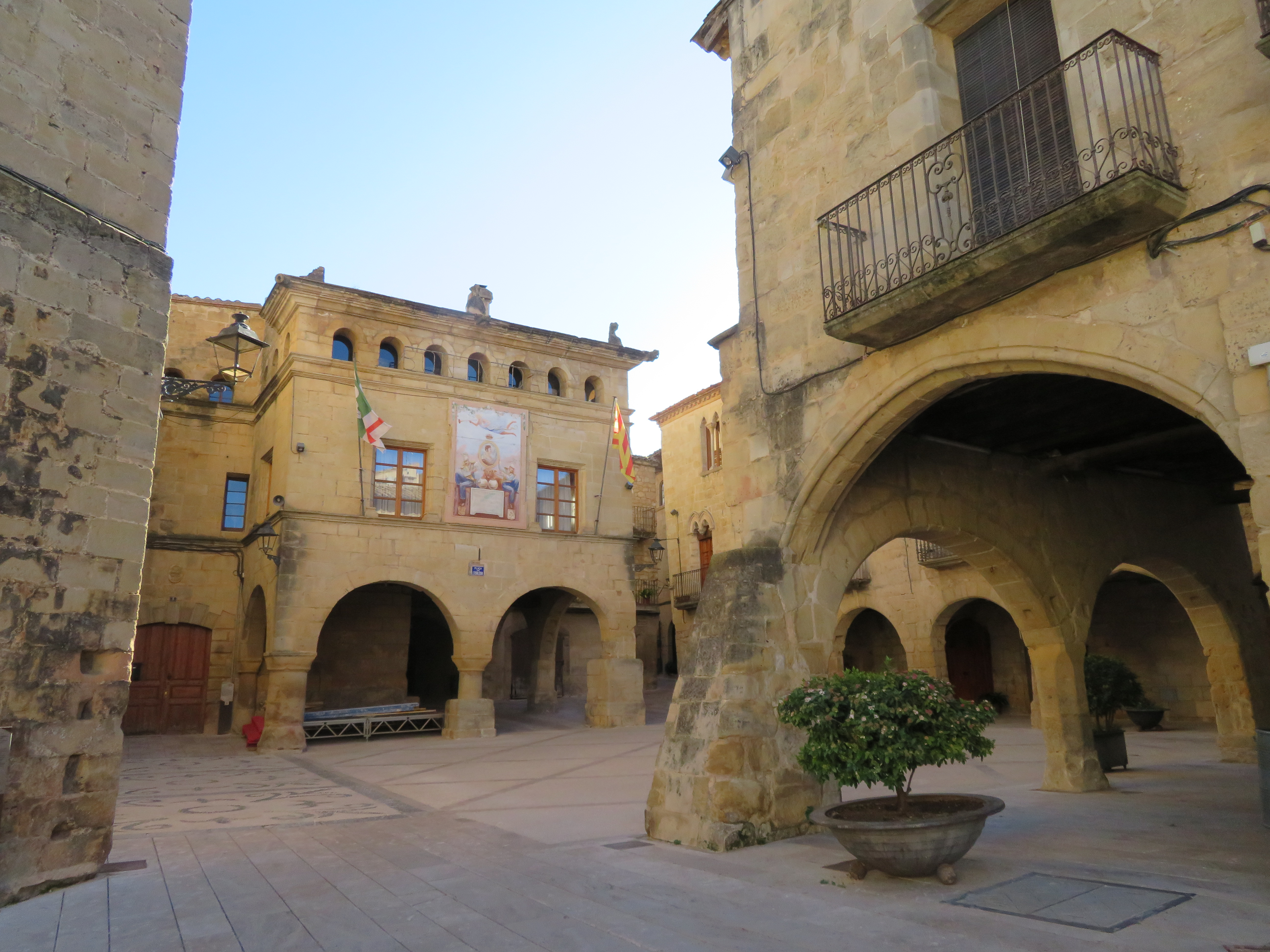
Mairie de Horta de Sant Joan

Horta de Sant Joan est une commune de la province de Tarragone, en Catalogne, en Espagne, de la comarque de Terra Alta.
La ville est une des plus anciennes d'Espagne, sur le sommet d'une colline, où il y avait une petite cité ou un oppidum ibérique, de la tribu des Ilercavones. Horta de Sant Joan, documentée presque toujours comme Orta contre le critère étymologique largement admis, se trouve située à 542 mètres d'altitude et entourée par les communes de Caseres, Bot, Prat du Comte et Arnes, qui appartiennent à la Terre Haute, et de la comarca de la Matarranya, déjà dans la province de Teruel. Très proche, la rivière Algars fournit l'eau indispensable pour les besoins de la commune. Du côté sud de la commune se trouve son territoire le plus accidenté, mais d'une beauté spectaculaire, le parc naturel des Ports. Ville native du peintre Manuel Pallarès, ami et collègue de Pablo Picasso, le grand peintre espagnol y passa une longue saison en sa jeunesse (1897-98), lui-même disait qu'en ce village il avait appris tout ce qu'il savait. Picasso y revint à son époque cubiste (1909) avec sa maîtresse, Fernande Olivier. En ces deux occasions, il y produisit une trentaine de toiles.
Dans la partie la plus ancienne de la ville se trouve, dans l'ancienne maison-hôpital des Templiers, un musée et centre Picasso, qui organise des expositions, des symposiums et publications. Il y a aussi un écomusée du parc naturel des Ports.
La ville est visitée en toutes saisons par des touristes espagnols et français, attirés par l'histoire, le paysage et le souvenir des passages de Picasso.

## Lieux et monuments
- Couvent de Sant Salvador (ca)

## Personnalités liées à la commune

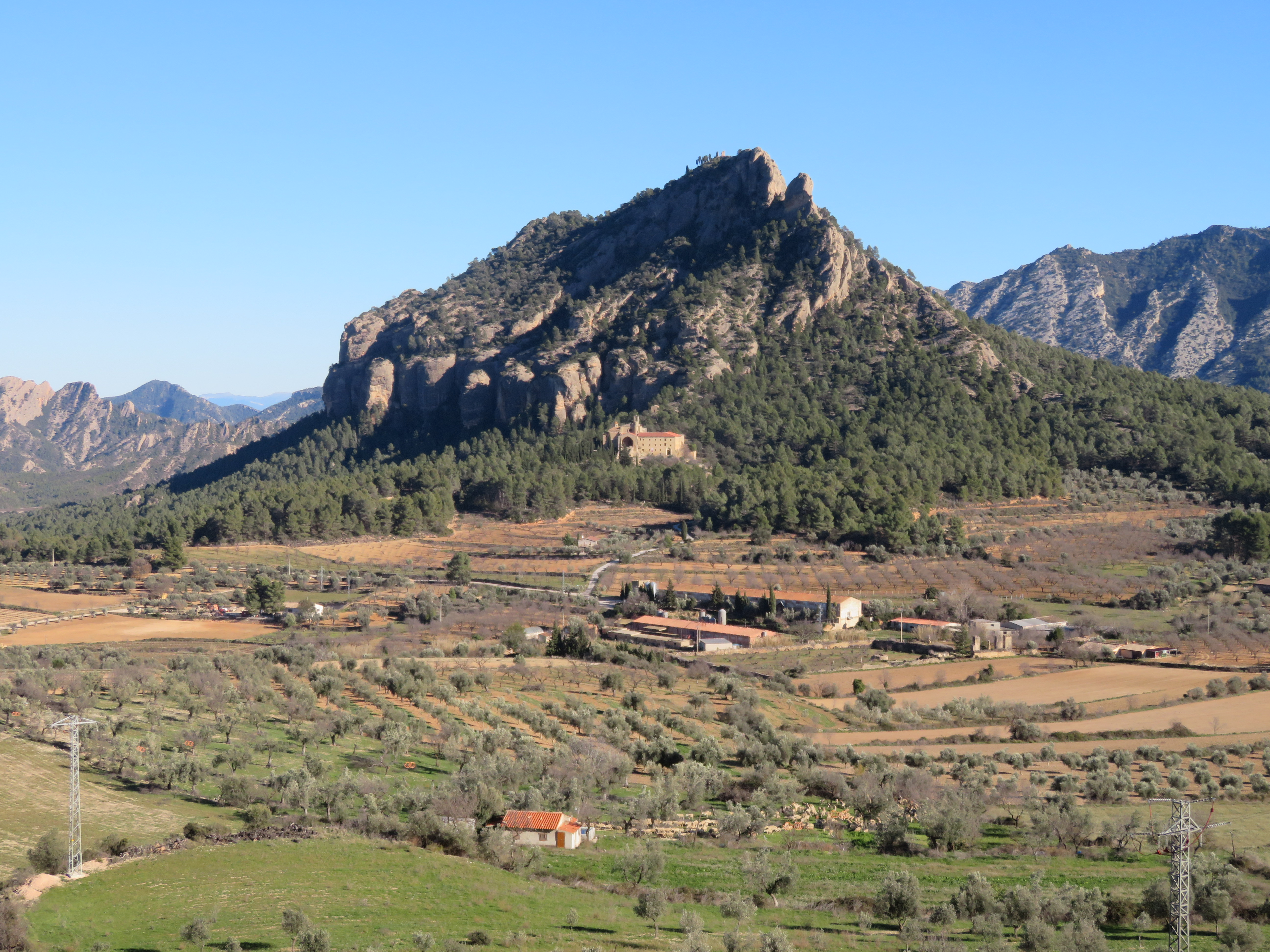
Montagne de Santa Barbara, Horta de Sant Joan, Terra Alta

- Manuel Pallarès i Grau (1876-1974), peintre[2] et ami d'enfance de Pablo Picasso[3].